# Kjustendil
Kjustendil (bulharsky Кюстендил) je oblastní město na západě Bulharska, hlavní město Kjustendilské oblasti. Žije zde přibližně 44 tisíc obyvatel. Většina z nich jsou Bulhaři, je zde ale i významná romská menšina.

## Historie
Sídlo založili Thrákové někdy na přelomu 5. a 4. století př. n. l. poblíž zdejších minerálních pramenů. Během 1. století, kdy v rámci Říše římské administrativně spadalo pod Makedonii, neslo jméno Pautalia a stalo se významným opěrným bodem a obchodní křižovatkou. V roce 106 získalo od císaře Trajána městská práva a bylo mu upraveno jméno na Ulpia Pautalia. Na přelomu 2. a 3. století se zde razily vlastní mince. Na základě milánského ediktu zde bylo zřízeno biskupství. Ve 4. století zde byla vybudována pevnost Hisarlaka (pozdější osmanské jméno). Od roku 553 žádné záznamy o městě Pautalia nejsou.
Protože z první bulharské říše, kdy zde bylo obnoveno biskupství, nejsou téměř žádné písemné záznamy, je Kjustendil připomínán až roce 1019 pod jménem Velbǎžd, V té době spadal pod Byzantskou říši, mezi roky 1201 a 1203 však oblast dobyl Kalojan a Kjustendil tak připadl Druhé bulharské říši. V roce 1282 jej ale dobyl srbský král Štěpán Uroš II. Milutin. V roce 1330 se srbská a bulharská vojska střetla v bitvě u Velbǎždu, kde Srbové zvítězili a bulharský car Michal Šišman za tři dny podlehl utrženým zraněním. Město se následně dostalo pod nadvládu sebastokratů, jejichž moc postupně narůstala, čímž oslabovala ústřední moc a ulehčila tak nástupu Osmanské říše do oblasti.
Ta získala nadvládu nad městem v roce 1395. Křesťanské obyvatelstvo bylo částečně islamizováno, částečně vyhnáno do okolních vesnic. Město bylo dosídleno 60 tureckými rodinami z Konyi a jeho jméno změněno na Konstantin ili (Konstantinova země), podle posledního sebastokrata Konstantina Dragaše, který se Turkům podrobil. Jméno se postupně přeměnilo na Köstendil. Město se stalo sídlem Kjustendilského sandžaku, nicméně jeho význam upadal a po sto letech z něj bylo jen provinční osmanské město. Během rakousko-tureckých válek utržila osmanská vojska poblíž města dvakrát porážku, a to v roce 1690 a 1737. Na počátku bulharského národního obrození se město začalo rozrůstat, protože se zde začali usazovat Bulhaři, takže ve 30. letech 19. století ho francouzský cestovatel Ami Boué popsal jako město s pěti až šesti tisíci obyvateli – Bulhary a mohamedány, několika mešitami, hodinovou věží a množstvím obchodů. Přibližně ve stejné době zde byly postaveny tři kostely, dvě školy (první církevní) a knihovna. V roce 1872 byl zde založen tajný bulharský revoluční výbor. Město bylo osvobozeno za rusko-turecké války 29. ledna 1878 a od té doby je součástí samostatného bulharského státu.
Město se stalo střediskem jihozápadního Bulharska. Roku 1909 bylo propojeno železnicí s hlavním městem Sofií, což mělo za následek vzrůst jeho obchodního významu, a začal se rozvíjet i místní průmysl. Rozvoj nezastavily ani ztráty nedalekého území, které Bulharsko postihly v důsledku prohrané první světové války a mírové smlouvy v Neuilly. Město se rychle industrializovalo – v první polovině 20. století to byl především potravinářský a lehký průmysl a později, za komunistické nadvlády, to byl kožedělný, obuvnický a elektrotechnický průmysl. V 60. a 70. letech tu probíhala rozsáhlá výstavba především panelových sídlišť.

## Obyvatelstvo
Ve městě žije 46 677 obyvatel a je zde trvale hlášeno 63 168 obyvatel. Podle sčítáni 1. února 2011 bylo národnostní složení následující:
- Bulhaři: 36 732 (86.7 %)
- Romové: 5 179 (12.2 %)
- Turci: 21 (0.0 %)
- ostatní: 439 (1.0 %)